# Lexden
Lexden – osada w Anglii, w hrabstwie Essex, w dystrykcie Colchester. Leży 32 km na północny wschód od miasta Chelmsford i 81 km na północny wschód od Londynu. W 2008 miejscowość liczyła 5984 mieszkańców.